# 库马利语
库马利语(天城文: कुड़मालि，孟加拉文: 、，奥里亚文: କୁଡ଼ମାଲି / କୁର୍ମାଲି，)是一种分布在印度东部的印度-雅利安语支比哈尔语群语言。库马利语主要分布在比哈尔邦、奥里萨邦、贾坎德邦和西孟加拉邦的库都米人社区。库马利语也由阿萨姆邦的库都米人使用，并传播到比哈尔邦、奥里萨邦和西孟加拉邦的茶园。同时也被称为Panchpargania(孟加拉文:পঞ্চপরগনিয়া)，即在其所覆盖的“五个县”作为一种商业方言使用。

## 地理分布
库马利语分布在贾坎德邦东南部萨莱克拉卡尔萨旺县、西新奔县、东新奔县和兰契县；奥里萨邦东北部马尤布汉杰县、肯杜贾县、贾贾普尔县和松达加尔县；西孟加拉邦西部普如里亚县、班库拉县、Jhargram县和巴尔达曼梅迪尼普县。

## 用途
印度有3,11,175人以库马利语为母语，主要分布在奥里萨邦和西孟加拉邦。历史上，库马利语是库都米族的民族语言，现在则也被Bagal、Dharua、Chik Baraik、Ghasi、Karga和Rautia等社区用作第一语言。

## 商业语言
Panchpargani是贾坎德邦兰契县Bundu、Tamar、Silli、Sonahatu、Arki & Angara间交流的标准用语。

## 马尤布汉杰县库马利次方言
马尤布汉杰县库马利次方言被认为与Manbhum的库马利语Thar方言很像。